# Sergio Zyman
Sergio Zyman (* 30. července 1945 Mexico City) je světově uznávaný odborník na marketing.
Absolvoval studia na Harvardově univerzitě, kde získal titul MBA, dále postgraduální studia v Londýně, Paříži, Jeruzalémě.
Působil jako ředitel marketingu firmy Coca-Cola, v marketingu firem PepsiCo, Procter & Gamble. Vlastní strategicky poradenskou firmu The Zyman Group, která poskytuje poradenství řadě světově významných firem. Své poznatky přístupným jazykem a formou shrnul v knihách věnovaných obecné problematice marketingu, reklamy a budování firemní značky. Působil i ve volebním týmu mexického prexidenta Vincenta Foxe.

## Dílo (česky)
- Konec reklamy, jak jsme ji doposud znali (spolu s Arminem Brottem, Praha, Management Press, 2004)
- Konec marketingu, jak jsme jej doposud znali (Praha, Management Press, 2005, ISBN 80-7261-134-8)